# 小平智
小平 智（こだいら さとし、1989年9月11日 - ）は、日本の男子プロゴルファーである。Admiral所属。

## 経歴
東京都三鷹市出身。父親がゴルフのレッスンプロだったことから10歳で自身もゴルフを始める。三鷹市立第六中学校を経て駒場学園高等学校に入学。
高校ではゴルフ部で活動し、関東高等学校ゴルフ選手権東京大会で3年連続優勝を達成したり、日刊ジュニアオープンに優勝したりして、頭角を現す。
2008年に日本大学へ進学。2009年にはアマチュアゴルフ日本代表選手に選ばれ、4カ国チーム選手権（日本、豪州、カナダ、ニュージーランド対抗戦、於・モントリオール【 カナダ】）に出場して3位となった。また、学生日本一を決める2009年朝日杯争奪日本学生ゴルフ選手権では優勝した。
2010年にはアイゼンハワートロフィー 世界アマチュアゴルフチーム選手権（アルゼンチン）に日本代表として出場。その年の秋には2010年アジア競技大会（中華人民共和国・広州市）日本代表に選出された。このアジア競技大会日本代表メンバーには男子の松山英樹、女子の比嘉真美子と堀奈津佳がいた。また、2010年にはJGTOチャレンジトーナメントにアマチュアとして出場し、8月の鳩山カントリークラブ・GMAチャレンジトーナメントではツアープロを抑えて優勝。チャレンジツアーでのアマチュア優勝は前身のグローイングツアーを含めても片山晋呉以来2人目の壮挙でもあった。このような好成績を収めたにもかかわらず、日本大学では監督と馬が合わず、レギュラーになれなかったため、2010年限りで中途退学する。2011年度の日本ゴルフツアー機構公式競技会の出場資格を得るべくクォリファイングトーナメントに出場し、42位に入ってプロへ転向した。
プロ入り後の2年間（2011年、2012年）はツアー未勝利に終わったが、2013年の日本ゴルフツアー選手権で許錫鎬（S.K.ホ、大韓民国）、キラデク・アフィバーンラト（タイ王国）との接戦を制してプロ入り初優勝を飾る。
初優勝以後、毎年1勝づつしており、特に2015年の日本オープンでは池田勇太と最終日最終組で廻り、大接戦の末に栄冠を手にした。
2017年3月、同じプロゴルファーの古閑美保と結婚。
2018年、マスターズに初出場、予選突破（28位タイ）。翌週のRBCヘリテージではキム・シウーとのプレイオフを制し、日本人として5人目のPGAツアー大会優勝者となった。出場15試合目での優勝は、松山英樹が達成した26試合目を抜く日本人最速記録である。PGAツアー大会優勝資格で出場したゴルフ日本シリーズでは石川遼らとのプレーオフ1ホール目でパーを決め優勝した。2022年11月、離婚していたことが報じられた。

## プロ優勝 (9)

### PGAツアー優勝 (1)
| No. | Date        | Tournament    | 優勝スコア      | アンダーパー | 2位との差 | 2位          |
| --- | ----------- | ------------- | --------------- | ------------ | --------- | ------------ |
| 1   | 15 Apr 2018 | RBCヘリテージ | 73-63-70-66=272 | −12          | Playoff   | キム・シウー |

PGAツアープレーオフ記録 (1–0)
| No. | Year | Tournament    | 相手         | 結果                        |
| --- | ---- | ------------- | ------------ | --------------------------- |
| 1   | 2018 | RBCヘリテージ | キム・シウー | 3ホール目、バーディーで勝利 |

### 日本ツアー優勝 (7)
| No. | Date        | Tournament                         | スコア                | 2位との差 | 2位（タイ）                                      |
| --- | ----------- | ---------------------------------- | --------------------- | --------- | ------------------------------------------------ |
| 1   | 23 Jun 2013 | 日本ゴルフツアー選手権             | –14 (70-64-70-70=274) | 1 stroke  | Kiradech Aphibarnrat, 許錫鎬                     |
| 2   | 3 Aug 2014  | ダンロップ・スリクソン福島オープン | –16 (72-68-64-68=272) | 2 strokes | 稲森佑貴, 岩田寛, 木下稜介, 永野竜太郎, 山下和宏 |
| 3   | 18 Oct 2015 | 日本オープンゴルフ選手権           | –13 (71-62-70-72=275) | 1 stroke  | 池田勇太                                         |
| 4   | 23 Oct 2016 | ブリヂストンオープン               | –14 (75-66-62-67=270) | 1 stroke  | Lee Kyoung-hoon                                  |
| 5   | 1 Oct 2017  | トップ杯東海クラシック             | –14 (67-68-70-69=274) | 1 stroke  | 時松隆光                                         |
| 6   | 12 Nov 2017 | 三井住友VISA太平洋マスターズ       | –18 (63-72-70-65=270) | 3 strokes | 宮里優作                                         |
| 7   | 2 Dec 2018  | ゴルフ日本シリーズJTカップ         | −8 (66-74-68-64=272)  | Playoff   | 石川遼, 黄重坤                                   |

日本ツアープレーオフ記録 (1–0)
| No. | Year | Tournament                 | 相手           | 結果                                                               |
| --- | ---- | -------------------------- | -------------- | ------------------------------------------------------------------ |
| 1   | 2018 | ゴルフ日本シリーズJTカップ | 石川遼, 黄重坤 | 1ホール目、いずれも2オン。石川，黄パーパット入らず。小平パーで優勝 |

### AbemaTVツアー優勝 (1)
- 2012 PGA JGTO challenge Cup II in Boso

## 大会成績

### メジャー選手権
| 大会           | 2013 | 2014 | 2015 | 2016 | 2017 | 2018 |
| -------------- | ---- | ---- | ---- | ---- | ---- | ---- |
| マスターズ     |      |      |      |      |      | T28  |
| 全米オープン   |      |      |      |      | T46  |      |
| オープン選手権 | CUT  |      |      | CUT  |      |      |
| PGA選手権      |      |      |      |      | T48  |      |

CUT = ハーフウェイ・カット

"T" = 順位タイ

### 世界ゴルフ選手権
| 大会                   | 2013 | 2014 | 2015 | 2016 | 2017 | 2018 |
| ---------------------- | ---- | ---- | ---- | ---- | ---- | ---- |
| メキシコ選手権         |      |      |      |      |      | 54   |
| マッチプレー選手権     |      |      |      |      |      | T59  |
| ブリヂストン招待選手権 | T65  |      |      |      | T47  |      |
| HSBCチャンピオンズ     |      |      | 71   |      |      |      |

### 人物
実は、知る人ぞ知る“プロゴルファー界きっての阪神ファン”である。